# Leo von der Osten-Sacken
Albert Leo Ottomar Freiherr von der Osten-Sacken (* 23. August 1811 in Küstrin; † 6. April 1895 in Dresden) war ein preußischer Generalleutnant.

## Leben

### Herkunft
Leo war ein Sohn des preußischen Generalleutnants Wilhelm von der Osten-Sacken (1769–1846) und dessen zweiter Ehefrau Karoline, geborene Lüdemann (1785–1827).

### Militärkarriere
Osten besuchte das Gymnasium in Trier und war dann Hospitant an der dortigen Divisionsschule. Am 23. August 1827 trat er in das 29. Infanterie-Regiment der Preußischen Armee ein und avancierte bis Mitte September 1829 zum Sekondeleutnant. Zur weiteren Ausbildung absolvierte er 1832/35 die Allgemeine Kriegsschule und wurde zwischenzeitlich in das 9. Infanterie-Regiment versetzt. Für ein Jahr war Osten als Lehrer an der Divisionsschule der 3. Division tätig, bevor er Anfang August 1838 zum Bataillonsadjutanten aufstieg. Daran schlossen sich ab April 1840 Kommandierungen als Adjutant der 3. Landwehr-Brigade sowie bei der 3. und 5. Infanterie-Brigade an. Anfang März 1850 stieg Osten zum Hauptmann und Kompaniechef auf. Unter Beförderung zum Major wurde er Mitte Januar 1858 2. Kommandeur des III. Bataillons im 1. Garde-Landwehr-Regiment in Graudenz. Am 10. Mai 1860 kommandierte man ihn als Bataillonsführer zum 1. kombinierten Garde-Infanterie-Regiment, aus dem sich kurz darauf das 3. Garde-Regiment zu Fuß formierte. Osten erhielt das Kommando über das Füsilier-Bataillon, avancierte Mitte Oktober 1861 zum Oberstleutnant und nahm in dieser Stellung 1864 während des Krieges gegen Dänemark an den Gefechten bei Eritsoe, Fredericia und Horsens teil. Für sein Verhalten wurde er mit dem Roten Adlerorden IV. Klasse mit Schwertern und dem Orden der Eisernen Krone II. Klasse mit Kriegsdekoration ausgezeichnet.
Nach dem Frieden von Wien erfolgte am 21. November 1864 seine Ernennung zum Kommandeur des 4. Garde-Regiments zu Fuß und Mitte Juni 1865 die Beförderung zum Oberst. Während des Deutschen Krieges war er 1866 beim II. Reserve-Armee-Korps in Thüringen und Bayern. Osten erhielt den Kronenorden III. Klasse mit Schwertern und wurde am 7. Juli 1868 unter Stellung à la suite seines Regiments zum Kommandeur der 25. Infanterie-Brigade in Münster ernannt. Kurz darauf zum Generalmajor befördert, führte er seinen Großverband 1870/71 im Krieg gegen Frankreich in den Schlachten bei Colombey und Gravelotte sowie der Belagerung von Metz. Osten erhielt beide Klassen des Eisernen Kreuzes und nach dem Friedensschluss wurde er am 8. November 1871 zum Kommandanten von Stettin ernannt. In dieser Stellung avancierte er am 22. März 1873 zum Generalleutnant, bevor die Festung Stettin am 19. Mai 1873 einging und nur noch als Garnison und Artilleriedepot genutzt wurde. Unter Verleihung des Roten Adlerordens I. Klasse mit Eichenlaub und Schwertern am Ringe stellte man ihn am 2. Juli 1875 mit Pension zur Disposition.

### Familie
Osten verheiratete sich am 9. Oktober 1838 in Havelberg mit Adelheid Wehrmann (1819–1881). Nach ihrem Tod eheliche er am 4. Mai 1882 in Dresden Jeanette Lorimer, verwitwete Franke (1844–1885). Aus der ersten Ehe gingen folgende Kinder hervor:
- Cäcilie (1839–1916) ⚭ 1860 Willibald von der Goltz (1829–1899), preußischer Generalmajor
- Arthur (1842–1906), preußischer Major ⚭ 1892 Helene Johannssen (* 1855)
- Oskar (1845–1908), preußischer Hauptmann ⚭ 1879 Pauline Schmidt, verwitwete Bourdeaux (* 1855)
- Fedor (* 1849), Beamter in Statistikamt

⚭ 1879 Mathilde Parussel, verwitwete Sommerfeldt (1843–1898)
⚭ 1899 Pauline von Kühlewein, verwitwete Kindler (* 1849)